# Carolina Dieckmann
Carolina Dieckmann (Río de Janeiro, 16 de septiembre de 1978) es una actriz y modelo brasileña. Como actriz es reconocida tanto a nivel nacional como internacional por haber protagonizado varias telenovelas de la cadena brasileña Rede Globo. 
Protagonizó Lazos de familia, Señora del destino y Cobras & Lagartos, telenovelas con mucho éxito y repercusión en casi toda América Latina. Además, formó parte de los elencos de telenovelas como Mujeres apasionadas, Passione y Fina Estampa, entre otras. Uno de sus personajes más destacados fue el de «Camila», en Lazos de familia, una joven mujer que padece de cáncer.

## Biografía

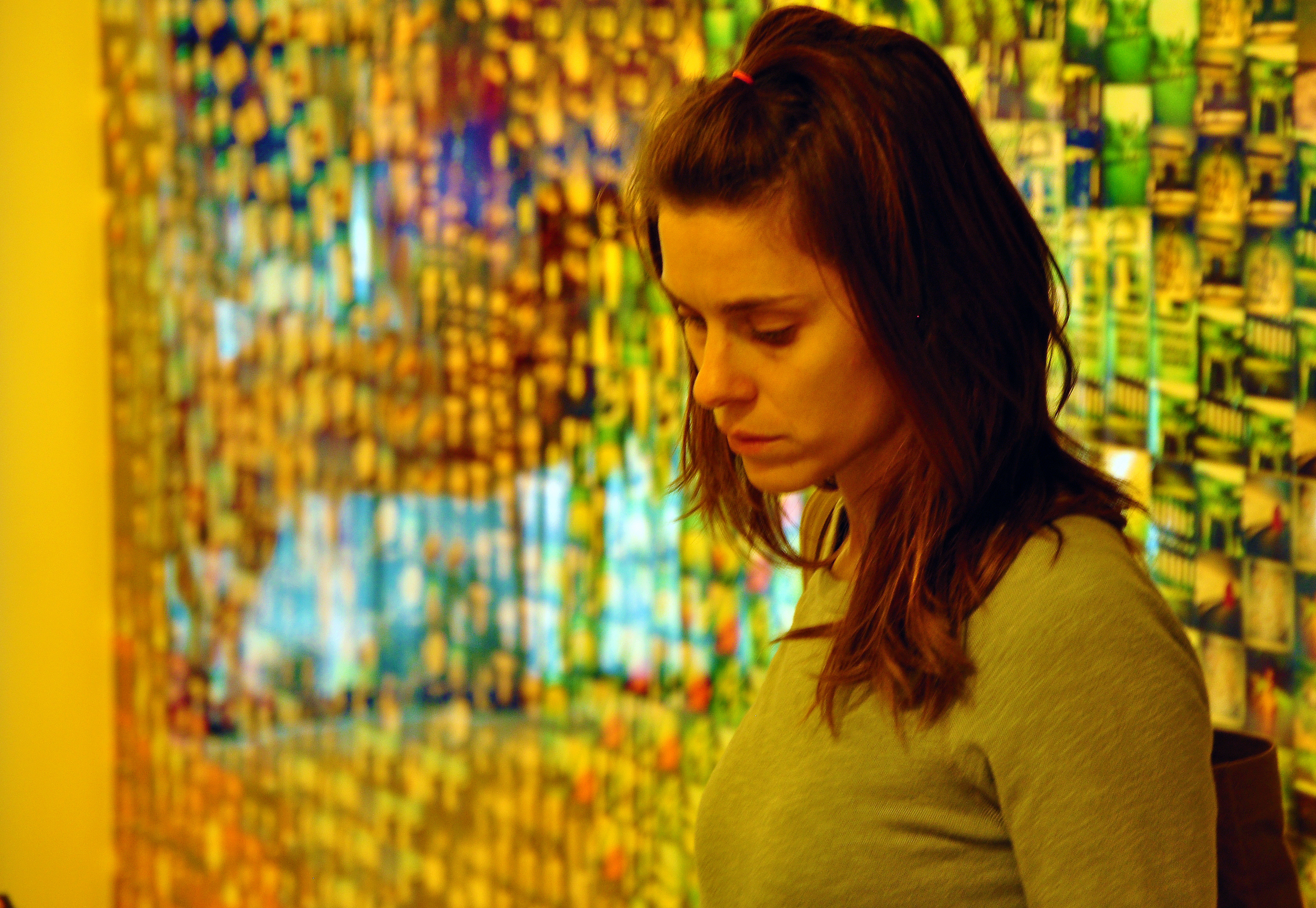
Dieckmann en octubre de 2010.

Es hija de Maira y Roberto Dieckmann y hermana de Bernardo y de los gemelos Edgar y Frederico; además tiene una media hermana, por parte de su padre, llamada Christina Dieckmann, quien es una reconocida actriz y modelo de origen venezolano.
Inició su carrera como modelo al ser invitada a los trece años por Antônio Velasquez a la Agencia Class, cuando jugaba con sus hermanos pelota en una playa de la ciudad de Búzios.
Participó en algunas campañas publicitarias antes de comenzar a actuar en la miniserie Sex Appeal en 1993, en la que hizo su primera participación en televisión. 
A los 19 años, contrajo matrimonio con el actor Marcos Frota, quien ya era padre de tres hijos y viudo. La ceremonia fue realizada en el picadero de un circo. Carolina y Marcos tuvieron a su hijo Davi, en 1999. Se separaron en 2003, después de las grabaciones de la telenovela Mujeres apasionadas, que Carolina protagonizó. Carolina se casó nuevamente, con Tiago Worcman, el 6 de mayo de 2007.
En el año 2000 es convocada para ser la protagonista de la telenovela Lazos de familia de Manoel Carlos, junto con la actriz Vera Fischer y el actor Reynaldo Gianecchini. En esta telenovela la actriz interpreta a una joven a la que le detectan cáncer y se enamora del mismo hombre que su madre. Durante las grabaciones de la telenovela participó en una campaña institucional incentivando la donación de médula ósea, para la campaña fue utilizada la escena en la que «Camila» al sufrir la caída del cabello debido al tratamiento de la quimioterapia, decide raparse todo el cabello.
Durante el Viernes Santo de 2001 Carolina interpretó a María en la representación del Viacrucis, en Cabo Frío, junto con Eduardo Moscovis, quien hizo el papel de Jesús. En ese mismo año, actuó en el episodio Las Proezas del Finado Zacarias, del programa Brava Gente. 
En 2003 interpretó a Edwiges en Mujeres apasionadas, tratando el tema de la virginidad hasta después de la adolescencia. 
En 2004, destacó nuevamente coprotagonizando la telenovela Señora del destino. 
En la telenovela Cobras & Lagartos, El Perfume del Amor del autor João Emanuel Carneiro en el año 2006, protagonizada por Mariana Ximenes y Daniel de Oliveira, personifica a su primer personaje antagónico junto al actor Henri Castelli.   
En 2007, en Río de Janeiro, la actriz posó desnuda para la exposición Síntesis, del fotógrafo Fernando Torquato.
En el año 2010 es convocada para formar parte del elenco de la telenovela Passione del autor Silvio de Abreu, protagonizada por los primeros actores Tony Ramos y Fernanda Montenegro, interpreta al controversial personaje Diana Rodrigues.
Entre el año 2011 y 2012, interpreta a la frívola mujer Teodora Bastos da Silva Pereira en la telenovela Fina Estampa, protagonizada por la primera actriz Lília Cabral, Christiane Torloni y Dalton Vigh. 
En ese mismo último año (2012) acepta la convocatoria para interpretar al personaje de Jéssica Lima da Costa, una participación especial en la última telenovela de la autora Glória Perez, La Guerrera, protagonizada por Nanda Costa y Rodrigo Lombardi.
En 2013 forma parte del elenco de Preciosa Perla de las autoras Duca Rachid y Thelma Guedes, protagonizada por Bruno Gagliasso, Bianca Bin y Mel Maia, en donde personifica a Iolanda López Fonseca. Cabe resaltar que dicha telenovela resulta ganadora en los Premios Emmy Internacional, categoría Mejor telenovela del año 2014. 
En el año 2015, es conovocada para realizar una participación especial en la telenovela Reglas del juego de João Emanuel Carneiro; autor de títulos como El color del pecado y Avenida Brasil; protagonizada por Alexandre Nero, Vanessa Giácomo y Giovanna Antonelli.	
En el año 2017, regresa a la piel de la médica Marion, protagonista de la serie Treze Dias Longe do Sol, en contacto con Selton Melo.

## Filmografía

### Televisión
| Año       | Título                  | Personaje                                                  |
| --------- | ----------------------- | ---------------------------------------------------------- |
| 1993      | Sex Appeal              | Cláudia (Claudinha)                                        |
| 1993      | Fera Ferida             | Carol                                                      |
| 1994      | Tropicaliente           | Açucena Soares                                             |
| 1995      | Malhação                | Juliana "July" Siqueira                                    |
| 1996      | Vira Lata               | Renata                                                     |
| 1997-1998 | Por amor                | Catarina "Kathy" Pereira                                   |
| 2000-2001 | Lazos de familia        | Camila Lacerda Ferreira                                    |
| 2003      | Mujeres apasionadas     | Edwiges Batista                                            |
| 2003      | Cena Aberta             | Tudinha                                                    |
| 2004      | El color del pecado     | Júlia Miranda                                              |
| 2004-2005 | Señora del destino      | Maria do Carmo (joven) / Isabel Esteves Tedesco (Lindalva) |
| 2006      | Cobras & Lagartos       | Leona Pasquim Montini                                      |
| 2008      | Três Irmãs              | Suzana Jequitibá Áquila                                    |
| 2010      | Passione                | Diana Rodrigues                                            |
| 2011      | Fina estampa            | Teodora Bastos da Silva Pereira                            |
| 2012      | La guerrera             | Jessica Lima Da Costa                                      |
| 2013      | Preciosa perla          | Yolanda López                                              |
| 2014      | Eu Que Amo Tanto        | Zezé                                                       |
| 2015      | Reglas del juego        | Lara                                                       |
| 2017      | Treze Dias Longe do Sol | Marion Rupp                                                |
| 2023      | Sólo confía             | Lumiar Lorenzo Garcia                                      |
| 2025      | Vale Tudo               | Leila Cantanhede                                           |

## Teatro
- 2002 Cabaret Filosófico
- 2000 La Tempestad - Miranda
- 1996 Confesiones de Adolescente
- 1995 Cuarta Compañía
- 1994 Peter Pan
- 1993/94 Banana Split

### Cine
- 2016 Era el Cielo - Diana
- 2008 ¿Sexo con amor? - Luísa
- 2007 ¿Dónde Andará Dulce Vega? - Márcia Felácio

## Premios
- Trofeo Imprensa (2000)
- Mejor Actriz - Carolina Dieckmann
- Premio Contigo (2003)
- Mejor Par Romántico: Carolina Dieckamann y Erik Marmo